# آرداتوفکا
آرداتوفکا (انگلیسی: Ardatovka) یک شهرک در شهرستان تویمازینسکی استان باشقیرستان کشور روسیه است.